# TRIP & TREASURE TWO
『TRIP & TREASURE TWO』（トリップ アンド トレジャー ツー）は、2015年12月2日にavex traxからリリースされたタッキー&翼の3枚目のミニアルバム。

## 解説
前作『TRIP & TREASURE』から約4年8ヶ月ぶりとなるミニアルバム。
「ふたり旅盤」、「LIVE盤」、「通常盤」、「タキツバSHOP盤」の4種類でリリース。
前作のミニアルバムと同様、シングル曲ゼロアルバムである。持田香織、横山剣、tofubeats、清春、綾小路翔、河村隆一、来生たかおなどといった作家陣が提供している。
2018年9月13日にタッキー&翼は解散を発表したため、タッキー&翼としては最後のミニアルバムとなった。

## 収録曲
1. ソラソラヲ
作詞・作曲：持田香織、編曲：中村康就
2. ボクらのエスケイプ
作詞：山田ひろし、作曲：横山剣、編曲：大西克巳
3. STARLIGHT MOONLIGHT
作詞・作曲・編曲：tofubeats
4. 電車に乗って
作詞・作曲：吉田山田、編曲：CHOKKAKU
5. ペンデュラム・ラヴ
作詞：もも、作曲：小春、編曲：和田耕平
6. 愛し尽くす2016
作詞：綾小路翔、作曲：綾小路翔・星グランマニエ、編曲：渡辺徹・日比野裕史
7. Zero G
作詞：松井五郎、作曲：清春、編曲：大西克巳
今井翼ソロ曲
8. forever 君を...
作詞・作曲：河村隆一、編曲:ats-
滝沢秀明ソロ曲
9. Vertigo
作詞：松井五郎、作曲：来生たかお、編曲：十川ともじ

### DVD
ふたり旅盤
- タキツバぶらりふたり旅—広島編-

LIVE盤
- ふたり旅-名古屋LIVE-ダイジェスト

## 映像作品
ソラソラヲ
- Youは何しに？タッキー＆翼CONCERT そこにタキツバが私を待っている 正月は東京・大阪へ

ボクらのエスケイプ
- Youは何しに？タッキー＆翼CONCERT そこにタキツバが私を待っている 正月は東京・大阪へ

STARLIGHT MOONLIGHT
- Youは何しに？タッキー＆翼CONCERT そこにタキツバが私を待っている 正月は東京・大阪へ

電車に乗って
- Youは何しに？タッキー＆翼CONCERT そこにタキツバが私を待っている 正月は東京・大阪へ

ペンデュラム・ラヴ
- Youは何しに？タッキー＆翼CONCERT そこにタキツバが私を待っている 正月は東京・大阪へ

愛し尽くす2016
- Youは何しに？タッキー＆翼CONCERT そこにタキツバが私を待っている 正月は東京・大阪へ

forever 君を...
- Youは何しに？タッキー＆翼CONCERT そこにタキツバが私を待っている 正月は東京・大阪へ

Vertigo
- Youは何しに？タッキー＆翼CONCERT そこにタキツバが私を待っている 正月は東京・大阪へ